# ياب فان براغ (ناشط)

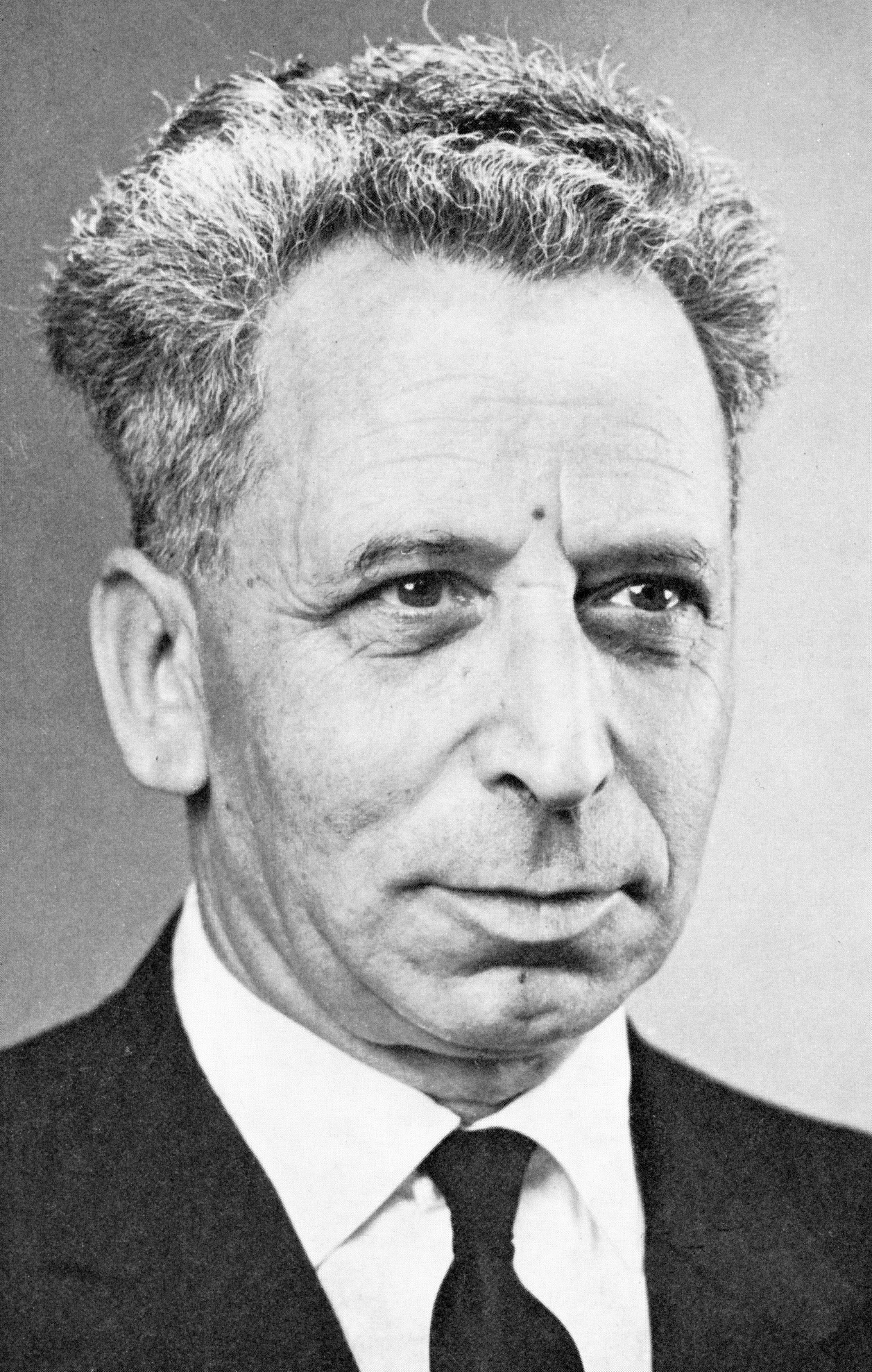
ياب فان براغ

كان جاكوب فيليب (ياب) فان براغ (من مواليد 11 مايو 1911 في أمستردام - توفي في 12 أبريل 1981 في أوترخت) ناشطًا إنسانيًا هولنديًا لعب دورًا بارزًا في تأسيس الرابطة الإنسانية الهولندية . كان رئيسًا لها من عام 1946 إلى عام 1969. ومن عام 1954 إلى عام 1974، كان عضوًا في هيئة تنفيذية إقليمية.
كان فان براغ من أوائل الأساتذة في الدراسات الإنسانية بجامعة ليدن (1964-1979). لعب دورًا رئيسيًا في تأسيس الاتحاد الدولي الإنساني والأخلاقي وكان رئيسًا له منذ إنشائه في عام 1952 حتى عام 1975.

## التباس الاسم
كان هناك ياب فان براغ آخر عاش في نفس الفترة تقريبًا (أمستردام ، 10 يوليو 1910 - أمستردام ، 7 أغسطس 1987). كان ياب فان براغ رئيسًا لنادي كرة القدم الهولندي أياكس من 1964 إلى 1978.